# Montello e Colli Asolani cabernet
Il Montello e Colli Asolani Cabernet è un vino DOC la cui produzione è consentita nella provincia di Treviso.

## Caratteristiche organolettiche
- colore: rosso rubino, quasi granato se invecchiato.
- odore: vinoso, intenso, caratteristico, gradevole.
- sapore: asciutto, sapido di corpo, lievemente erbaceo, giustamente tannico, armonico e caratteristico.

## Produzione
Provincia, stagione, volume in ettolitri
- Treviso  (1990/91)  963,9
- Treviso  (1991/92)  1460,2
- Treviso  (1992/93)  1272,85
- Treviso  (1993/94)  972,09
- Treviso  (1994/95)  1096,67
- Treviso  (1995/96)  913,55
- Treviso  (1996/97)  1605,07